# Parvularia atlantis
Parvularia atlantis — вид найпростіших порядку Nucleariida. Виявлений у 1997 році в озері міста Атланта на сході США. Спершу його віднесли до роду Nuclearia, лише у 2017 році описали як новий вид та рід.

## Опис
Діаметр клітини 4 мкм. Живиться паличкоподібними бактеріями.